# Cargalla
Cargalla è una frazione del comune italiano di Pontremoli, nella provincia di Massa-Carrara.

## Monumenti e luoghi d'interesse
A Cargalla è presente la chiesa parrocchiale dedicata a San Lorenzo datata fin dal XV secolo. All'interno di essa sono presenti tre altari oltre a quello maggiore: altare del Santissimo Suffragio, del Santissimo Rosario e del Santissimo Corpo di Cristo.
Nei pressi di Roncobadino c'è un piccolo oratorio dedicato a San Terenziano.

## Società

### Tradizioni e folclore
- San Lorenzo
- Madonna delle Grazie